# 大塚一弘
大塚 一弘（おおつか かずひろ、1966年（昭和41年）7月29日 - ）は、日本の栃木県芳賀郡益子町の「益子焼」の陶芸家である。
同じく益子焼の陶芸家であった大塚清章の息子であり、益子焼の窯元である「清窯」の2代目当主である。

## 来歴

### 生い立ち、そして益子焼の道へ
1996年（昭和41年）、「清窯」の初代当主である大塚清章の息子として栃木県芳賀郡益子町に生まれる。
「焼き物」に囲まれて育ったので、幼い頃には誰もいなくなった細工場に忍び込み、電動轆轤の上に乗ってくるくる回って遊んでいたらすっ飛んでしまい、怒られたこともあるという。
東京デザイナー学院工業工芸科に入学し陶芸を学んだが、子どもの頃から見て来たので、焼き物の作り方は改めて教わらなくても出来るほど自然と頭と身体に入っており、陶芸の課題をさっさと終わらせて隣の金属科に出入りし、銅の指輪やコップを作っていた。
1987年（昭和62年）に同校を卒業。その卒業展で奨励賞を受賞する。
その後、帰郷し。家業である「清窯」を手伝いながら栃木県窯業指導所（現・栃木県産業技術センター 窯業技術支援センター）で研究生として入所し釉薬を学び、1988年（昭和63年）、研究生を修了する。
1989年（昭和64年）、父・清章の元、「清窯」2代目として本格な作陶活動に入る。
2005年（平成17年）に国展初入選して以降、数々の入選を果たし、2006年（平成18年）には国展奨励賞を受賞、2016年（平成28年）には国展準会員となっている。
また2007年（平成29年）に「栃木県芸術祭」入選して以降、数々の入選と2009年（平成21年）に準大賞、2010年（平成22年）に芸術祭賞、2013年（平成25年）に奨励賞をそれぞれ受賞している。

### 新しい「益子焼」を
今の益子焼は「濱田焼」かもしれない。だとするなら、濱田庄司以前の益子焼とは。こう自答しながら益子焼の原点に立ち返った柿釉と黒釉を駆使した作陶をしたこともある。
その一方で益子焼の窯元の後継者グループ「ぷろじぇくと益子」を立ち上げその代表となる。
2005年（平成17年）4月には、噴火で被災した三宅島の復興に協力するために、三宅島の火山灰を使用した「三宅島釉薬」を栃木県窯業技術支援センターが開発し、大塚が実用化させた。
そして2014年（平成26年）3月26日、伝統継承者の若返りを図るために、実に18年ぶりに試験が実施され、5名のうちの1人として、大塚信夫（象嵌てん）、大塚雅淑（健一窯）、萩原芳典（萩原製陶所）、小峰一浩（小峰窯）と共に、国から益子焼伝統工芸士に認定された。大塚は「伝統を守るのは大変だが、「新しい伝統を作る」のも私たちの宿命です」と決意を述べた。またこの5名は栃木県の「益子焼伝統工芸士」にも認定されている。
そして2015年（平成27年）には栃木県美術作家連盟会員となる。
2015年（平成27年）からは海外向けの益子焼紹介サイト「Pottery Basket」に参加。
また2009年（平成21年）から始まった「土祭」には「土祭副実行委員長」などで参加。2009年（平成21年）に開催された第1回となる「土祭2009」と、2012年（平成24年）開催の第2回となる「土祭2012」では土人形を共同製作。2015年（平成27年）開催の第3回となる「土祭2015」には「益子の原土」を用いた創作活動や「清窯」当主としてオープンアトリエに参加、2018年（平成30年）開催の第4回目となる「土祭2018」には「旧小宅小プロジェクト」に参加、2021年（令和3年）開催の第5回となる「土祭2021」にはイベント「つちかまうつわ」に参加している。
2015年（平成27年）、益子参考館内にある、東日本大震災で崩壊した後、再建を果たした濱田庄司がかつて使用していた大窯登り窯の復興を記念し、益子焼の陶芸家約100名が参加し焼成を行った「濱田庄司登り窯復活プロジェクト」に実行委員会の一員である窯焚き班リーダーとして参加。そして2018年（平成30年）に行われた益子焼と笠間焼の陶芸家計87名が参加した第2回目となる「登り窯復活祭プロジェクト」にも参加し、登り窯リーダーを務めた。
そして益子のギャラリーカフェ「STARNET」と共に商品開発販売をし、個展を開き、またプロダクトデザイナー・深澤直人や濱田窯3代目代表・濱田友緒、道祖土和田窯代表・塚本倫行と共に作り上げた益子焼の新ブランド「BOTE&SUTTO」の商品開発製造や、その販路拡大のための海外への営業活動、そして飲食店とコラボした器作りなどの様々な作陶活動に挑戦をしている。
そしてその合間を縫って、地元・益子の自治会役員などを務め、ふらりと訪れる近隣に住む陶芸家の相談を受けながら、地域住民からの困りごと相談も受けるなど、「益子に住む人の繋がり」を広げていく活動も行っている。

## 参考書籍
- 益子町 編『土祭 2009-2015』有限会社 里文出版、2016年3月30日、108-109頁。ISBN 9784898064399。